# Bernadette Kraakman
Bernadette Kraakman (ur. 1 marca 1959 w Volendam) – holenderska wokalistka, reprezentantka kraju podczas 28. Konkursu Piosenki Eurowizji w 1983 roku.

## Życiorys
Bernadette Kraakman zaczęła karierę w wieku pięciu lat, kiedy została członkinią dziecięcego chórku Damrakkertjes. W 1980 roku dołączyła do składu disco-funkowego projektu Fat Eddy Band, z którym wydała takie single, jak „Let Your Body Move It” (1981), „Don't Let It Fade” (1982) i „Good Times” (1982). W 1982 roku wokalistka postanowiła rozpocząć karierę solową i odeszła z zespołu. Rok później wzięła udział w krajowych selekcjach do Konkursu Piosenki Eurowizji Nationaal Songfestival, które ostatecznie wygrała z utworem „Sing Me a Song” autorstwa Martina Duisera i Pieta Souera. 23 kwietnia wystąpiła w finale 28. Konkursu Piosenki Eurowizji i zajęła ostatecznie 7. miejsce, zdobywając 66 punktów.
Rok po udziale w konkursie, Kraakman użyczyła głosu Królewnie Śnieżce w holenderskiej wersji filmu animowanego Królewna Śnieżka i siedmiu krasnoludków (Sneeuwwitje en de zeven dwergen). W 1986 roku zaczęła występować z Ingrid Simons jako część duetu Double Trouble. Po zakończeniu współpracy, wokalistka została chórzystką takich artystów, jak Harry Slinger czy Rob de Nijs. W 1992 roku ponownie spróbowała swoich sił w dubbingu, podkładając głos Błękitnej Wróżce w krajowej wersji filmu animowanego Pinokio (Nederlandstalige versie van Pinocchio), a także Śpiewającej Harfie w Vrij en Vrolijk (Fun and Fancy Free), Angelique w drugiej części bajki Piękna i Bestia - Zaczarowane święta (Belle en het Beest: Een Betoverd Kerstfeest) (1997) oraz Leoty w serialu dla dzieci Przygody Misia Ruxpina (Teddy Ruxpin) w latach 1987-1988.
Za radą swojego nauczyciela śpiewu zgłosiła się do holenderskiego Sweelinck Conservatorium w Amsterdamie. Po dwóch latach porzuciła naukę i wyjechała do Ameryki, gdzie studiowała w Międzynarodowej Szkole Treningu Aerobicznego. Po zakończeniu studiów otworzyła własną siłownię.